# معجزه‌هایی در دسامبر
معجزه‌هایی در دسامبر (انگلیسی: Miracles in December؛ کره‌ای: 12월의 기적؛ چینی: 十二月的奇迹) دومین آلبوم چندآهنگهٔ گروه پسرانهٔ کره‌ای–چینی اکسو است که در ۹ دسامبر ۲۰۱۳ توسط اس‌ام انترتینمنت منتشر شد. این آلبوم به عنوان یک آلبوم ویژهٔ زمستانی ارائه شده است و دنباله‌ای برای نخستین آلبوم استودیویی گروه با عنوان اکس‌اواکس‌او است که در ژوئن ۲۰۱۳ منتشر شده بود. همانند سایر آثار گروه تا پیش از انتشار آلبوم گیتی در سال ۲۰۱۷، این آلبوم نیز در دو نسخهٔ کره‌ای و چینی عرضه شد. معجزه‌هایی در دسامبر دومین انتشار رسمی گروه و نخستین آلبوم چندآهنگه‌ای است که به صورت گسترده با حضور اعضای هر دو زیرگروه، اکسو کی و اکسو ام، تبلیغ و اجرا شد.

## پیش‌زمینه و آهنگسازی
براساس توصیف وبگاه ناور میوزیک، قطعهٔ اصلی آلبوم یعنی «معجزه‌هایی در دسامبر» یک ترانهٔ پاپ بالاد است که در تنظیم آن از پیانو و سازهای زهی استفاده شده است. این ترانه توسط آهنگسازان باسابقه‌ای مانند آندریاس یوهانسون استون و ریک هانلی در همکاری با تیم تهیهٔ موسیقی اس‌ام انترتینمنت ساخته و تنظیم شده است. در نسخهٔ کره‌ای این قطعه، چن، بک‌هیون و دی. او خوانندگی می‌کنند، در حالی که در نسخهٔ چینی، چن و بک‌هیون به همراه لو هان به اجرای آواز می‌پردازند. این ترانه روایت مردی است که با حسرت به رابطهٔ گذشته‌اش با معشوقه‌اش فکر می‌کند و آرزوی بازگشت به آن را دارد، اما به دلیل احساس شرم و گناه، قادر به این کار نیست. یون سورا و لیو یوان به ترتیب ترانه‌سرایان نسخه‌های کره‌ای و چینی این ترانه هستند.